# Bye Bye Baby (Madonna)
Bye Bye Baby è una canzone della cantautrice statunitense Madonna. È il sesto e ultimo singolo estratto dall'album Erotica.

## Descrizione
La canzone (il cui titolo è un chiaro omaggio ad un celebre successo di Marilyn Monroe) è un pezzo dance-pop che parla di una donna che decide di lasciare il suo amante in quanto troppo indeciso in amore.
La sua pubblicazione, avvenuta solo in Europa (eccetto il Regno Unito), in Giappone e in Australia, risale al dicembre 1993.
La pubblicazione australiana del singolo coincise con gli otto concerti che Madonna tenne in Australia alla fine del 1993 con il suo tour The Girlie Show.
Il pezzo arrivò al quindicesimo posto nella classifica dei singoli più venduti sia in Australia sia in Giappone.
Per il video della canzone è stata utilizzata l'esibizione dal vivo del Girlie Show in cui Madonna canta la canzone in abiti maschili, con frac e cappello a cilindro.

## Esibizioni dal vivo
Il brano fu eseguito dal vivo per la prima volta agli MTV Video Music Awards del 1993, e successivamente durante il tour Girlie Show dello stesso anno.

## Tracce
1. Bye Bye Baby (N.Y. Hip Hop Mix)
2. Bye Bye Baby (California Hip Hop Jazzy)
3. Bye Bye Baby (Madonna's Night on the Club)
4. Bye Bye Baby (Rick Does Madonna's Dub)
5. Bye Bye Baby (House Mix)
6. Bye Bye Baby (Madonna Gets Hardcore)

## Classifiche
| Chlassifica (1993) | Posizione massima |
| ------------------ | ----------------- |
| Australia          | 15                |
| Italia             | 7                 |
| Giappone           | 15                |
| Nuova Zelanda      | 43                |
| Svizzera           | 28                |